# Erica milanjiana
Erica milanjiana är en ljungväxtart som beskrevs av Harry Bolus. Erica milanjiana ingår i släktet klockljungssläktet, och familjen ljungväxter. Inga underarter finns listade i Catalogue of Life.